# Tumulus du Montioux

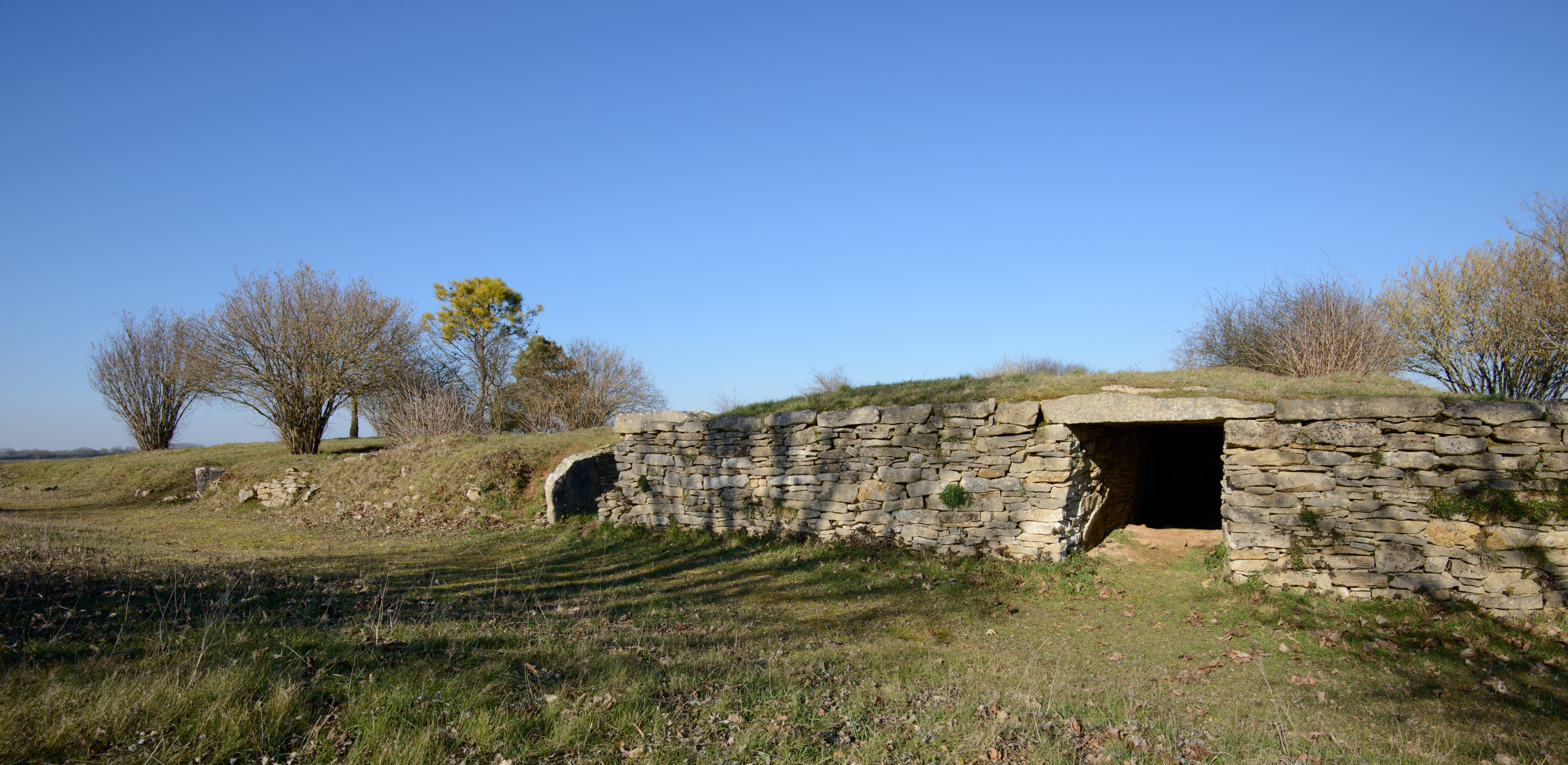
Tumulus du Montioux

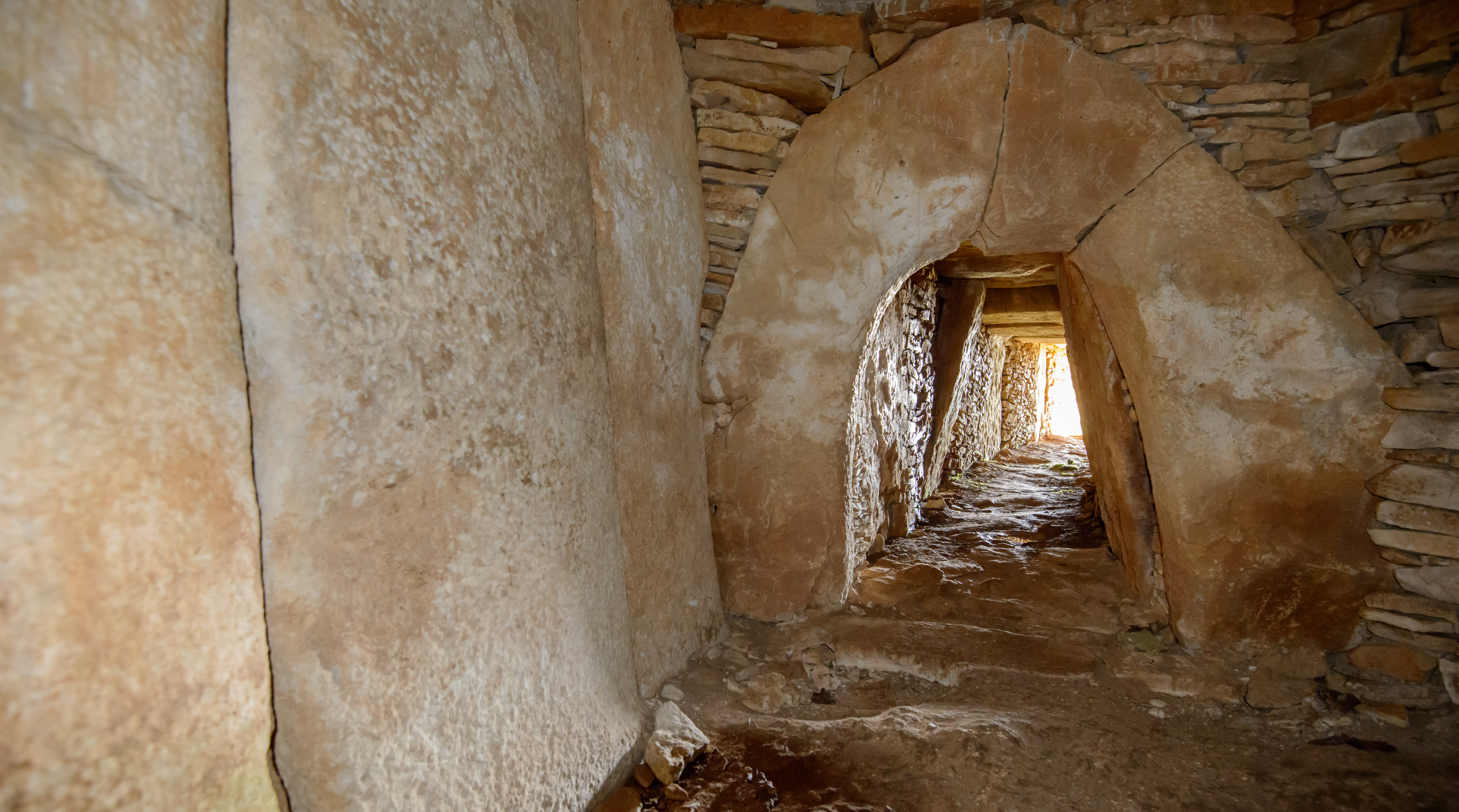
Kammer im Tumulus du Montioux

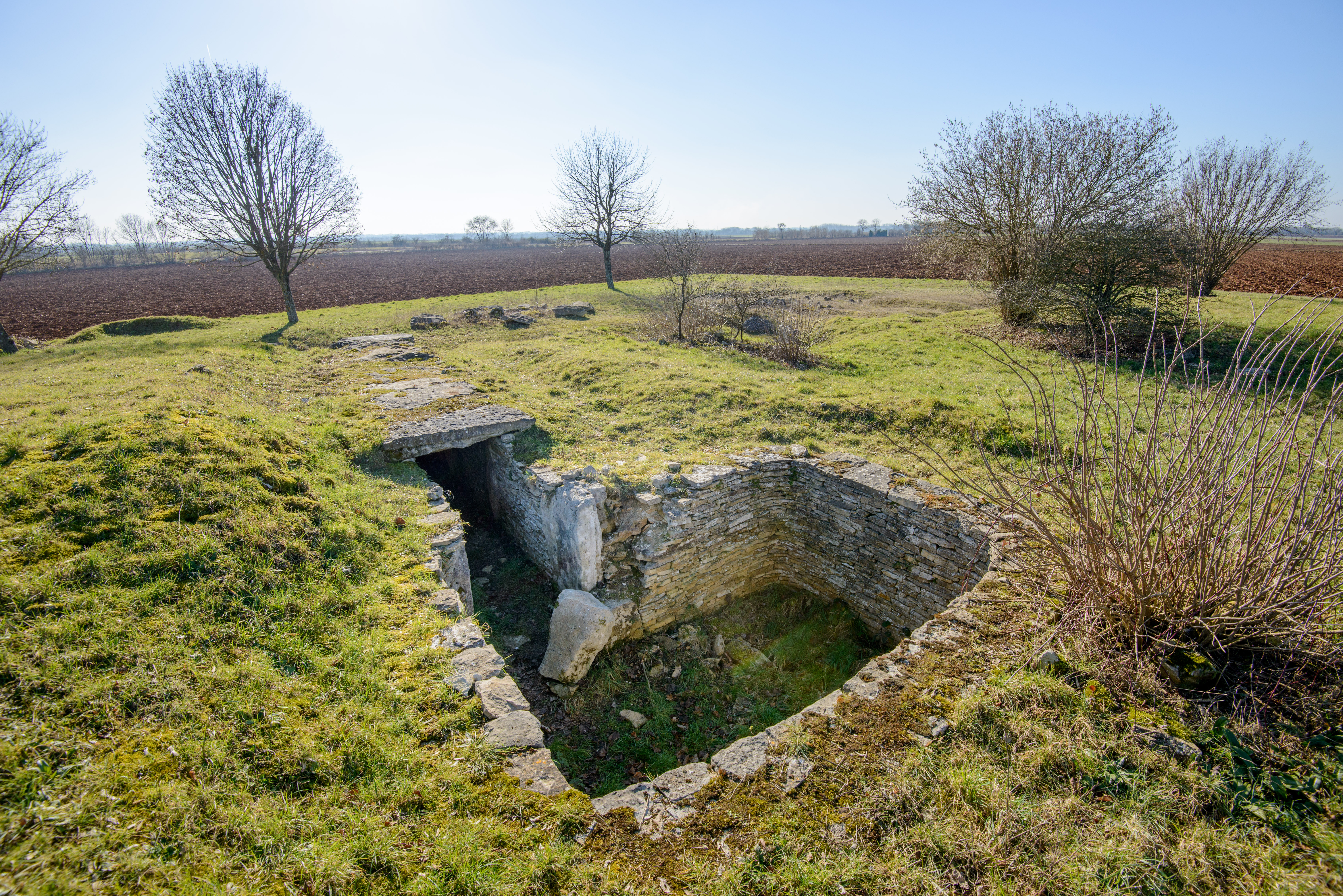
Kammer im Tumulus du Montioux

Der etwa 26,0 m lange Tumulus du Montioux, (auch Montiou) in Sainte-Soline südlich der Nekropole von Bougon im Département Deux-Sèvres in Frankreich gelegen, wurde wissenschaftlich erst im 19. Jahrhundert entdeckt. 
Der Grabhügel wurde noch bis in die 1920er Jahre als Steinbruch benutzt. Zwischen 1975 und 1981 erfolgten Ausgrabungen und Restaurierungen, die seine Einstufung in die mittlere Jungsteinzeit zwischen 4600 und 3500 v. Chr. erlauben, mit fortwährender Nutzung  bis in die Eisenzeit (etwa 1100 v. Chr.). Zwei weitere Tumuli an diesem Standort sind bis auf spärliche  Reste abgetragen.
Überreste von  zwei Grabkammern  sind teilweise erhalten. Die Deckenausführung ist dabei nicht mehr zu erkennen. Die Kammern liegen koaxial zu einem schmalen mit Steinplatten gedeckten Gang, mit einer Länge von etwa 10 Metern. Große Steinplatten bildeten die Wände und die breiten Lücken zwischen den Platten sind von Trockenmauerwerk verschlossen.